# Grønnegade Teater
|  | Flytteforslag Denne side er foreslået flyttet til Det lille Turnéteater. Klik her for at se flytteforslaget. |

Grønnegade Teater (tidligere og nu igen Det lille Turnéteater) var egnsteater i Næstved Kommune i perioden 2008-2016. Nedenstående tekst er derfor historisk og aktuel information findes nu under Det lille Turnéteater.
Teatret er bosat på en gård, men har fast spillested og billetkontor i Teatersalen på Grønnegades Kasernes Kulturcenter i Næstved. Det lille Turnéteater blev egnsteater i Næstved d. 1 juli 2008, men har eksisteret siden 1990. Teatret blev grundlagt af Peter Holst, og har omkring 200 opsætninger om året.
Opsætningerne er for folk i alle aldre, men der er dog oprettet en ungdomsafdeling, som laver en masse arrangementer for unge. Den hedder [KΛLT], og er ledet af Anne Sofie Nissen, der også er leder for artisterne i Næstved Avantgarde.

## Historie
Teatret har indtil julen 2008 ikke haft nogen opsætning, der kun spillede ét sted. Før de fik Teatersalen i Kulturcenteret, var de et turnéteater. De turnerede i hele Danmark med de midler de havde. Det gjorde ofte opsætningerne meget kreative og enkle. En scene skulle gerne kunne pakkes ned på en bagagebærer. I de 17 år, før det faste spillested, tog de ofte rundt til skoler, institutioner og teatre rundt om i Danmark og udlandet.
Jul på Jorden er den første opsætning der kun har spillet ét sted. Men selvom de har en base, turnerer de stadig, fx med forestillingen Prinsesser.

## [KΛLT]
[KΛLT] (udtales kult) er ungdomsafdelingen, og udover at give de unge specielle chancer for at se forestillingerne til en billigere pris, så opsætter [KΛLT] også sine egne arrangementer. Der er blandt andet også blevet lavet en [KΛLT] Bio, med kultfilm, druesukker, kaffe og energidrik. Der kan også nævnes [KΛLT]festerne, som foregår som et caféarrangement med livemusik og bar.

## [KRU:]
[KRU:] (udtales crew) er Detlilleturnéteaters frivillige, som blandt andet passer bar, laver PR og sætter scene og lys.
Mange af de personer der er med i [KΛLT]-arrangementerne, er også med her. De fleste laver PR i form af 'De Røde Løbere'. De Røde Løbere deler løbesedler rundt, iført rød-hvide dragter, som man let kan kende ud af mængden i fx Næstveds gågader.

## Tilskud
Teatret har modtaget offentlig støtte siden 1995, men får et egnsteatertilskud fra Næstved Kommune på 4 mio. kroner.
Dertil har de modtaget støtte fra kulturministeriet på 2,2 mio. kroner i drifttilskud og yderligere 560.000 kroner i støtte til internationale aktiviteter.